# Београдски књижевни часопис
Београдски књижевни часопис је најважнији пројекат Књижевног друштва „Хипербореја“. Први број је изашао 15. децембра 2005. године. Часопис излази четири пута годишње: 15. марта, 15. јуна, 15. септембра и 15. децембра. Главни и одговорни уредник је Милован Марчетић, а уредништво чине Ивана Миливојевић, Срђан Вучинић и Миодраг Раичевић.

## Историја
Услед политичке ситуације у Србији многи београдски часописи који се баве књижевношћу су се почетком 21. века угасили или излазе ређе. Због тога се током јесени 2005. године родила идеја о оснивању новог књижевног часописа. Први број Београдског књижевног часописа изашао је 15. децембра 2005. године. Покренуло га је Књижевно друштво „Хипербореја“, које је исте године основала група београдских писаца и интелектуалаца. Назив Београдски књижевни часопис настао је јер се оснивачима чинило да у Београду нема довољно добрих часописа, али садржај ове публикације није теметски везан само за Београд и београдске писце.